# Promozione Marche 1956-1957
La Promozione fu il massimo campionato regionale di calcio disputato nelle Marche nella stagione 1956-1957.
A ciascun girone, che garantiva al suo vincitore la promozione a condizione di soddisfare le condizioni economiche richieste dai regolamenti, partecipavano sedici squadre, ed era prevista la retrocessione solo della peggiore piazzata, a causa del previsto allargamento della sovrastante IV Serie. Nel caso delle Marche tuttavia, un sovrannumero di iscritte consigliò di prevedere due retrocessioni.

## Girone unico

### Squadre partecipanti
| Squadra                 | Città                         | Stagione precedente |
| ----------------------- | ----------------------------- | ------------------- |
| G.S. Castelfidardo      | Castelfidardo (MC)            |                     |
| S.S. Fabriano           | Fabriano (AN)                 |                     |
| A.S. Falconarese        | Falconara Marittima (AN)      |                     |
| U.S. Fermana            | Fermo (AP)                    |                     |
| A.S. Lillo Del Duca     | Ascoli Piceno                 |                     |
| S.S. Maceratese         | Macerata                      |                     |
| A.C. Minatori Perticara | Perticara di Novafeltria (FO) |                     |
| S.S. Ostrense           | Ostra (AN)                    |                     |
| S.S. Piano San Lazzaro  | Ancona                        |                     |
| U.S. Portocivitanovese  | Civitanova Marche (MC)        |                     |
| S.S. Portorecanati      | Porto Recanati (MC)           |                     |
| S.S. Pro Calcio         | Ascoli Piceno                 |                     |
| S.S. Robur              | Grottammare (AP)              |                     |
| A.S. San Crispino       | Porto Sant'Elpidio (AP)       |                     |
| U.S. Tolentino          | Tolentino (MC)                |                     |
| U.S. Victoria           | Pesaro                        |                     |
| S.P. Vis-Sauro          | Pesaro                        |                     |

### Classifica finale
|  | Pos. | Squadra            | Pt  | G   | V   | N   | P   | GF  | GS  | DR  |
|  | ---- | ------------------ | --- | --- | --- | --- | --- | --- | --- | --- |
|  | 1.   | Del Duca Ascoli    | 52  | 32  | 23  | 6   | 3   | 75  | 21  | +54 |
|  | 2.   | Portocivitanovese  | 46  | 32  | 21  | 4   | 7   | 59  | 28  | +31 |
|  | 3.   | Vis Sauro Pesaro   | 43  | 32  | 18  | 7   | 7   | 55  | 32  | +23 |
|  | 4.   | Maceratese         | 42  | 32  | 18  | 6   | 8   | 60  | 29  | +31 |
|  | 5.   | Fermana            | 41  | 32  | 16  | 9   | 7   | 48  | 24  | +24 |
|  | 6.   | Castelfidardo      | 35  | 32  | 13  | 9   | 10  | 35  | 27  | +8  |
|  | 7.   | San Crispino       | 33  | 32  | 11  | 11  | 10  | 42  | 47  | -5  |
|  | 8.   | Portorecanati      | 31  | 32  | 11  | 9   | 12  | 37  | 39  | -2  |
|  | 9.   | Falconarese        | 30  | 32  | 11  | 8   | 13  | 46  | 46  | 0   |
|  | 10.  | Robur Grottammare  | 27  | 32  | 8   | 11  | 13  | 39  | 44  | -5  |
|  | 11.  | Minatori Perticara | 27  | 32  | 11  | 5   | 16  | 39  | 51  | -12 |
|  | 12.  | Pro Calcio Ascoli  | 26  | 32  | 8   | 10  | 14  | 30  | 44  | -14 |
|  | 12.  | Piano San Lazzaro  | 26  | 32  | 9   | 8   | 15  | 34  | 54  | -20 |
|  | 14.  | Ostrense (-1)      | 25  | 32  | 11  | 4   | 17  | 27  | 52  | -25 |
|  | 15.  | Tolentino          | 24  | 32  | 9   | 6   | 17  | 38  | 51  | -13 |
|  | 16.  | Fabriano (-1)      | 17  | 32  | 5   | 8   | 19  | 30  | 67  | -37 |
|  | 17.  | Victoria           | 17  | 32  | 5   | 7   | 20  | 26  | 64  | -38 |
|  |      |                    | 542 | 544 | 208 | 128 | 208 | 720 | 720 | 0   |

Legenda:
      Promosso in Interregionale Seconda Categoria 1957-1958.
      Ammesso in IV Serie a completamento degli organici.
      Retrocesso in Prima Divisione 1957-1958.
  Retrocesso e in seguito riammesso.
Regolamento:
Due punti a vittoria, uno a pareggio, zero a sconfitta.
Pari merito in caso di pari punti.
In caso di pari punti in zona promozione/finali era necessario uno spareggio in campo neutro.
Note:
Ostrense e Fabriano hanno scontato 1 punto di penalizzazione in classifica per una rinuncia.